# Can Tres
Can Tres es una masía en la urbanización Interclub, en el municipio de Cervelló (Baix Llobregat) catalogada en el Inventario del Patrimonio Arquitectónico de Cataluña . Es una masía con tejado a dos vertientes. Es de pequeñas dimensiones y consta de planta baja, piso y buhardilla. En la fachada principal todas las aberturas están protegidas por rejas, en el primer piso hay un balcón y en el desván tres ventanas pequeñas de madera, la central más larga que las laterales. En la fachada se puede ver un reloj de sol y un zócalo .
A pocos metros de la masía está localizado el Turó d'en Tres, pico con 382m de altitud, al que probablemente deba su nombre la masía. Alrededor de la zona se encuentran la Iglesia de Santa María de Cervelló (datada de antes del año 904 dC ) y el Castillo de Cervelló (datado de antes del año 902 dC)
La masía perteneció a la familia Pardo. Un miembro destacado de esta familia es el pintor Plinio Pardo Pedrola .

La construcción inicial data del siglo XVII, fue ampliada en varias fases siendo la última en el año 1823, según se la inscripción que hay en una de las paredes laterales de la misma masía. 
1. 1 2  Direcció General del Patrimoni Cultural de la Generalitat de Catalunya (ed.). «Masia de Can Tres». Inventari del Patrimoni Arquitectònic. Consultado el 20 desembre 2015.

- Datos: Q21790984
- Multimedia: Masia de Can Tres / Q21790984